# 1390 Абастумані
1390 Абастумані (1935 TA, 1926 GN, 1929 UL, A907 GN, A916 VA, 1390 Abastumani) — астероїд головного поясу, відкритий 3 жовтня 1935 року.
Тіссеранів параметр щодо Юпітера — 3,042.